# Кампања Анбар (2003—2011)
Кампања Анбар (енгл. Anbar campaign) односи се на војне сукобе између оружаних снага САД заједно са ирачким снагама безбедности и сунитских устаника у западној ирачкој провинцији Ал Анбар.
Рат у Ираку је трајао од 2003. до 2011. године, али се већина борби и кампање против устаника у Анбару одвијала у временском периоду између априла 2004. и септембра 2007. Иако су борбе у почетку представљале тешки градски рат, првенствено између устаника и америчких маринаца, устаници су се у каснијим годинама фокусирали на нападе америчких и ирачких снага безбедности импровизованим експлозивним направама, нападе великих размера на борбене испоставе и бомбашке нападе аутомобила. У кампањи је убијено скоро 9.000 Ирачана и 1.335 Американаца, многи у долини реке Еуфрат и сунитском троуглу око градова Фалуџа и Рамади.
Ал Анбар, једина провинција у Ираку у којој су већина сунити, није била поприште много борби на почетку инвазије. Након пада Багдада, Анбар је окупирала 82. ваздушно-десантна дивизија америчке војске. Сукоби су почели 28. априла 2003. када су амерички војници током антиамеричких демонстрација убили 17 Ирачана у Фалуџи. До априла 2004. године, провинција је била поприште великог устанка. До краја 2004. догодиле су се интензивне борбе и у Фалуџи и у Рамадију, укључујући и Другу битку за Фалуџу. Насиље је ескалирало током 2005. и 2006. док су се две стране бориле да обезбеде контролу над западном долином реке Еуфрат. За то време, Ал Каида у Ираку је постала водећа сунитска устаничка група у провинцији и претворила је главни град провинције Рамади у своје упориште. Корпус маринаца је урадио обавештајни извештај крајем 2006. у којем је навео да ће провинција пасти уколико не дође до значајнијег додатног ангажовања копнених трупа.
У августу 2006, неколико племена лоцираних у Рамадију које је преводио шеик Абдул Сатар Абу Риша почело је да формира оно што ће на крају постати група Буђење Анбара, која је касније довело до побуне племена против Ал Каиде у Ираку. Ово је помогло да се војно преокрене ситуација против устаника до 2007. Америчке и ирачке племенске снаге повратиле су контролу над Рамадијем почетком 2007. године, као и над другим градовима као што су Хит, Хадита и Рутба. Теже борбе су и даље потрајале током лета 2007. године, посебно у руралној западној долини реке, углавном због близине сиријске границе и огромне мреже пунктова којим су улазили страни борци у Ираку, преко Сирије. У јуну 2007. САД су ставиле у фокус источни Анбар и обезбедиле контролу над градовима Фалуџа и Ел Карма.
Борбе су углавном завршене до септембра 2007, иако су америчке снаге задржале присуство ради стабилизације региона и саветовања Ирачана, завршно са децембром 2011. У част прославе победе, председник Џорџ В. Буш долетео је у Анбар у септембру 2007. да честита шеику Сатару и другим вођама племена. Снаге Ал Каиде у Ираку су убиле шеика Сатара неколико дана касније. У септембру 2008. политичка контрола над територијом је пребачена на Ирак. Војна контрола је пренета у јуну 2009, након повлачења америчких борбених снага из градова. Маринце је заменила америчка војска у јануару 2010. Војска је повукла своје јединице до августа 2010. године, остављајући само саветодавце и јединице за подршку. Последње америчке снаге напустиле су провинцију 7. децембра 2011.

## Позадина
Оно што смо урадили у последњих шест месеци у Ал Анбару било је рецепт за нестабилност.— дипломата Кит Мајнс, новембар 2003.
Ал Анбар је највећа и најзападнија провинција Ирака. Садржи 32 посто укупне копнене масе Ирака, 137.810 километара квадратних, што је нешто веће од читаве Грчке. Област је географски изолована од већине Ирака, али јој се лако може приступити из Саудијске Арабије, Јордана и Сирије. Река Еуфрат, језеро Хабанија и вештачки створено језеро Кадисија су најзначајније географске тачке. Изван области Еуфрата терен је претежно пустињски, обухватајући источни део сиријске пустиње. Температуре се крећу од највише 46 степени у јулу и августу па до испод 10 степени, у периоду од новембра до марта. Провинција нема значајне природне ресурсе. Становништву је програм социјалних давања владе коју је водила партија Баас значио за свакодневно функционисање, за шта је новац обезбеђиван на основу прихода од продаје нафте у другим крајевима земље.
Коалициона привремена управа (CPA) проценила је да је око 1,2 милиона Ирачана живело у Анбару 2003. године, од чега више од две трећине у градовима Фалуџи и Рамадију. Деведесет и пет процената становника су се изјашњавали као сунити, од чега су многи били из племена Дулаими. Анбар је једина ирачка провинција без значајног шизамског или курдског становништва. Око 95 процената становништва живи у кругу од 8 километара од реке Еуфрат. У време инвазије, Фалуџа је била позната као верска енклава која је непријатељски расположена према странцима, док је Рамади, главни град провинције, био више секуларан. Ван градова, древни племенски систем који су водили шеици имао је и даље значајан утицај.
Услови у Анбару су посебно погодовали подизању устанка, побуне. Провинција је била претежно сунитска. Сунити су били мањинска верска група која је изгубила моћ и утицај у Ираку после пада власти Садама Хусеина. Садам је такође био веома популаран у провинцији, више него било где у земљи. Многи становници провинције се нису борили током инвазије (што им је омогућило да тврде да нису поражени) и „и даље су хтели да се испуцају”, како наводи новинар Том Рикс. Служење војног рока је било обавезно у Садамовом Ираку, а област Амиријах садржала је значајан део ирачке индустрије оружја. Непосредно након што је Садам пао, устаници и други су опљачкали многа од 96 познатих локација где је била складиштена муницијом, као и локалне оружарнице и залихе оружја. Ово оружје је коришћено за наоружавање устаника у Анбару и другде. Док је само мала мањина сунита у почетку били у побуни, многи су их подржавали или толерисали. Делови владе и бивши Садамови званичници у егзилу у Сирији су давали новац, уточиште и слали су стране борце устаничким групама. Будући вођа Ал-Каиде у Ираку Абу Мусаб ел Заркави провео је део 2002. године у централном Ираку, укључујући и провинцију Анбар, припремајући се за отпор. У року од неколико месеци од инвазије, провинција је постала уточиште за све борце против окупатора.

## 2003.

### Инвазија
У Анбар је било релативно мало борби током почетне инвазије на Ирак, пошто је главна америчка офанзива била усмерена кроз шиитске области југоисточног Ирака, на потезу од Кувајта до Багдада. Једна пешадијска дивизија била је планирала 2002. да обезбеди Анбар током инвазије. Међутим, Пентагон је почетком 2003. одлучио да третира провинцију „економијом силе” (енгл. economy of force). Прве коалиционе снаге које су ушле у Ал Анбар биле су америчке и аустралијске специјалне снаге, које су заузеле виталне циљеве као што су ваздушна база Ел Асад и брана Хадита тако спречивши лансирање пројектила Скад на Израел. Иако је генерално било мало борби, најзначајнији сукоб се догодио када су делови америчког 3. батаљона 75. ренџерског пука заузели брану Хадита 31. марта 2003. Окружени бројним ирачким снагама, Ренџерси су држали брану осам дана. Током опсаде уништили су двадесет девет ирачких тенкова и убили око 300 до 400 ирачких војника. Три ренџера су за акцију награђена Сребрном звездом. Поред тога, четири друга ренџера су убијена када је њихов контролни пункт у близини Хадите напао бомбаш самоубица.
На крају инвазије, просадамске снаге у Анбару – партија Баас, Републиканска гарда, Федајин Садам и Ирачка обавештајна служба — сачувале су своју инфраструктуру. Садам се почетком априла сакрио у Рамадију и Хиту. Друге просадамове снаге успеле су да се пребаце из Анбара у Сирију са новцем и оружјем, где су поставиле штаб. Језгро побуне у првих неколико месеци формирано је од просадамових снага у Анбару и Сирији. За разлику од пљачке широм Багдада и других делова земље, басистички штабови и куће високорангираних сунитских вођа били су сачувани током ратних дејстава. Шеф ирачких копнених снага у провинцији, генерал Мохамед Јарави, званично се предао елементима 3. пешадијске дивизије у Рамадију 15. априла 2003.

### Почетак побуне
Не боримо се за Садама. Боримо се за своју земљу, за своју част, за ислам. Не радимо ово за Садама.

— студент теологије у Фалуџи
Убрзо након пада Багдада, америчка војска је претворила провинцију Анбар у један пук, 3. оклопни коњички пук (ACR). Са само неколико хиљада војника, та снага није имала много наде да ће ефикасно контролисати Анбар.
Непосредни катализатор сукоба у области Фалуџе био је оно што су многи Ирачани и страни новинари назвали „масакром” у Фалуџи. Увече 28. априла 2003, на рођендан Садама Хусеина, око стотину мушкараца, жена и деце организовало је антиамеричке протесте испред америчке војне испоставе у Фалуџи. Ирачани су тврдили да су били ненаоружани, док су америчке трупе рекле да су неки људи носили и пуцали из АК-47. Војници 82. ваздушно-десантне који су били у школској испостави пуцали су на гомилу, убивши најмање дванаест, а ранивши још десетине. Војска се никада није извинила за убиства нити платила одштету. У недељама након тога, раније проамерички градоначелник тог града позвао је Американце да напусте град.
CPA је 16. маја 2003. издала Наредбу број 1, којом је укинула партију Баас и започела процес „дебаасификације”, а 23. маја 2003. издала Наредбу број 2, којом је распуштена ирачка војска и друге безбедносне снаге. услуге. Оба реда су додатно супротставили сунитима из Анбара. Многи сунити су били веома поносни на ирачку војску и на распуштање војске су тумачили као чин презира према ирачком народу. Распуштање је такође довело до тога да стотине хиљада људи остане без посла, јер су многи били припадници војске или партије. Три дана након прокламације наредбе бр. 2, мајор Метју Шрам постао је први убијени Американац од инвазије на провинцију Анбар; његов конвој се нашао под нападом ракетних граната (RPG) 26. маја, у близини Хадите.

### Јун—октобар 2003.
Након распуштања ирачке војске, устаничке активности су се повећале, посебно у Фалуџи. У почетку су се оружане групе отпора могле окарактерисати или као сунитски националисти који су желели да врате партију Баас на челу са Садамом Хусеином на власт, или са друге стране, као борци против Садама Хусеина. Први велики вођа побуне у Анбару био је Кхамис Сирхан ал-Мухамад, председавајући Бааса за провинцију Карбала, који је првобитно био на броју 54 на америчкој листи најтраженијих Ирачана. Према америчкој војсци, Хамис је своја средства и наређења добијао директно од Садама, који је тада још увек био у бекству.
У јуну су америчке снаге извеле операцију Desert Scorpion. Операција углавном није остварила оперативни циљ слома растуће побуне. Изоловани успех догодио се у близини Раваха, где су амерички војници 12. јуна окружили и убили више од 70 бораца и заузели велико складиште оружја.
Генерално, америчке снаге су имале потешкоћа да разликују ирачке цивиле и устанике, а цивилне жртве претрпљене током чишћења повећале су подршку устаницима. Бомба је 5. јула у Рамадију убила седморо људи на церемонији доделе диплома за прве полицијске кадете обучене у САД. Шеснаестог јула су убијени Мохамед Наил Јураифи, провладин градоначелник Хадита, као и његов најмлађи син.
Насиље је ескалирало а САД су одговориле оним што су многи Ирачани назвали „бесмисленом употребом ватрене моћи” и „поноћним нападима на невине људе”. Human Rights Watch је оптужио војску за образац „преагресивне тактике, неселективног пуцања у стамбеним подручјима и брзог ослањања на смртоносну силу”, као и за употребу „несразмерне силе”. На пример, ако би ирачки устаници поставили нагазну мину, САД би одговориле бацањем бомби на куће са залихама оружја; када би устаници испалили минобацачку гранату на америчке положаје у близини Фалуџе, Американци су одговорили тешком артиљеријом. Америчке снаге у близини Ал Каима извеле су насиље над мештанима. Проваљивали су у куће, вршили насиље над људима, и обично би утврдили да су ти људи невини. У инциденту који се догодио 11. септембра, војници који су били на контролном пункту у близини Фалуџе испалили су више метака и на камион ирачке полиције и на оближњу болницу, убивши седморо људи. Војници су такође тукли и злостављали ирачке заточенике. Постојала је стална ротација јединица кроз провинцију, што је довело до забуне међу америчким трупама: Фалуџа је имала пет различитих батаљона који су се ротирали у пет месеци. Сумирајући првобитни амерички приступ Ал Анбару, Кит Мајнс, дипломата CPA у провинцији Анбар, написао је:
Оно што смо урадили у последњих шест месеци у Ал Анбару био је рецепт за нестабилност. Кроз агресивну дебаасификацију, демобилизацију војске и затварање фабрика, коалиција је оставила десетине хиљада људи ван политичког и економског живота ове земље.
Тридесет и првог октобра, током Операције Абалоне, тимови А ескадриле британског -а уз подршку Делта снага напали су устаничка имања/станове на ободу Рамадија, убивши, како се процењује, десетак устаника и заробивши четворицу. Операција је открила доказе о страним борцима, проналазећи стварни доказ интернационалног џихадистичког покрета. У операцији је погинуо један оператер SAS-а. SAS је такође тајно деловао у Рамадију и Фалуџи у октобру и новембру 2003. и другим удаљенијим деловима провинције Ал Анбар, у оквиру операције „Paradoxical” која је имала за циљ ликвидацију претњи америчко-британској коалицији.

### Новембар—децембар 2003.
Током рамазанске офанзиве устаника, војни транспортни хеликоптер CH–47 Чинук са 32 војника оборен је ракетом 2. новембра у близини Фалуџе. Тринаест војника је убијено а остали су рањени. Након обарања, у Фалуџи је било мирно неколико месеци. Државни секретар одбране Доналд Рамсфелд је 5. новембра најавио да ће се маринци вратити у Ирак почетком следеће године и да ће бити одговорни за провинцију Ал Анбар. Како су се маринци планирали повратак у област, постојао је све већи консензус да је 82. изгубила контролу над тим подручјем, иако је једини прави проблем био Фалуџа. Неки команданти маринаца, попут генерал-мајора Џејмса Матиса и потпуковника Карла Мандија, критиковали су тактику војске као „тврдоглаву” и „понижавање сунитског становништва”, обећавајући да ће маринци поступити другачије. Крајем тог новембра, оператери из А ескадриле SAS-а покренуле су хеликоптерски напад на удаљену фарму у провинцији Ал Анбар, након што су биле под ватром устаника изнутра, позвана је ваздушна подршка и погодила фарму, након што је очишћена; пронађено је седам мртвих устаника за које су амерички обавештајци веровали да су страни борци. Нереди у Фалуџи и Рамадију уследили су након децембарског хапшења Садама Хусеина. Заробљавање Садама проузроковало је значајне проблеме у Анбару. Многи Анбарци су били огорчени због онога што су видели као понижавање Садама. Садамов губитак власти је омогућио устаницима да регрутују борце који су се раније супротстављали Американцима али су остали пасивни због мржње према Садаму. Пошто су припадници фракција лојалних Садаму убијени или заробљени, руководећи положаји припали су тврдолинијашима повезаним са Ал Каидом у Ираку, као што је Абдулах Абу Азам ал-Ираки, који је био директно одговоран за убиство владиних званичника током 2004. Партија Баас је наставила да буде главни политички фактор и вођа побуне али однос снага се променио у корист верских вођа који су заговарали џихад против америчких снага.

## 2004.
Почетком 2004. генерал Рикардо Санчез, шеф мултинационалних снага у Ираку (MNF–I), тврдио је да су САД „постигле значајан напредак у провинцији Анбар”. Међутим, средства CPA за провинцију су била неадекватна. Командант бригаде у Фалуџи добијао је само 200.000 долара месечно, а процењено је да ће поновно покретање градских фабрика коштати најмање 25 милиона долара , које су запошљавале десетине хиљада радника. До фебруара, напади устаника су се брзо повећавали. Дванаестог. фебруара, командант Централне команде Сједињених Америчких Држава (CENTCOM) генерал Џон П. Абизаид и генерал-мајор Чак Свонак, командант 82. ваздушно-десантног, нападнути су током вожње кроз Фалуџу. Четрнаестог фебруара, у инциденту који је назван Масакр на Дан заљубљених, устаници су заузели полицијску станицу у центру Фалуџе, убивши 23 до 25 полицајаца и ослободивши 75 затвореника. Сутрадан су Американци отпустили шефа полиције Фалуџе јер је одбио да обуче униформу и ухапсили градоначелника. Како је писао Кит Мајнс, у марту, „није било ниједног адекватно обученог и опремљеног ирачког официра у целој провинцији Ал Анбар”. Он је додао да безбедност у потпуности зависи од америчких војника, али да су ти исти војници изазвали сунитске националисте. Истог месеца генерал Свонак је одржао брифинг о Анбару где је говорио о побољшању безбедности, изјавио да је побуна готово завршена, и закључио да је „будућност Ал Анбара у Ираку и даље веома светла”.
82. ваздушно-десантна је 24. марта предала контролу над провинцијом Ал Анбар Првим маринским експедиционим снагама (MEF), такође познатим као Мултинационалне снаге Запад (MNF-W). Скоро две трећине маринаца, укључујући њихове команданте Џејмса Т. Конвеја и Џејмса Матиса, учествовало је у инвазији 2003. Конвеј је планирао да постепено поново успостави контролу над Анбаром користећи методичан програм борбе против устаника, показујући поштовање према становништву и обучавајући ирачку војску и полицију користећи војне транзиционе тимове (на основу Програма комбиноване акције који су користили маринци током рата у Вијетнаму). Током транзиције надлежности између MEF-а и 82. ваздушно-десантне јединице постало је очигледно да ће западни Ирак бити проблематичнији за маринце него што је то био јужни Ирак.
Петнаестог марта, 3. батаљон 7. маринаца који је деловао у близини Ал Каима ушао је у ватрену окршај са сиријским граничним стражарима. Неколико маринаца и падобранаца је 24. марта рањено у Фалуџи када су устаници напали церемонију преноса власти.
Само недељу дана након што је MEF заузео Анбар, устаници у Фалуџи су 31. марта у заседи напали конвој који је превозио четири америчка плаћеника из плаћеничке компаније Blackwater USA, убивши их све. Бесна руља је затим запалила тела плаћеника и вукла њихове лешеве улицама пре него што их је обесила преко моста који је прелазио Еуфрат. Амерички медији су упоредили напад на плаћенике са битком у Могадишу 1993. године, где су слике америчких војника које се вуку улицама Сомалије навеле Сједињене Америчке Државе да повуку своје трупе.
Тог истог дана пет војника је убијено у оближњој Хабанији када је њихов оклопни транспортер M113 погодила мина. Према генералу Конвеју, то је био највећа мина који је до тада коришћен у Анбару; пронађена су само врата пртљажника и пртљажник.

### Прва битка за Фалуџу
Као одговор на убиства, генерал Санчез је наредио маринцима да нападну Фалуџу, по директном наређењу председника Џорџа В. Буша и секретара одбране Доналда Рамсфелда. Генерал Конвеј и његов штаб су у почетку позивали на опрез, истичући да је Марински експедициони корпус већ развио нијансиранији дугорочни план за поновно успостављање контроле над Фалуџом и да би употреба огромне силе највероватније додатно дестабилизовала град. Напоменули су да су устаници посебно покушавали да их „навуку на претерану реакцију”. Упркос овим противљењима, генерал Санчез је желео стационирано присуство маринаца у граду у року од 72 часа.
Маринци су започели напад, под шифрованим називом Операција Vigilant Resolve, петог априла. Главни командант копнених снага у Анбару, командант 1. маринске дивизије, генерал Џејмс Матис, првобитно је планирао да употреби једине расположиве јединице: 1. батаљон 5. маринског пука и 2. батаљон 1. маринског пука. Они су требали да напредују са истока и запада, методично окружујући устанике. План се одвијао све до деветог априла, када је генерал Санчез наредио моментално заустављање дејстава.
Главни разлог за ову наредбу било је извештавање телевизијских мрежа Ал Џазира и Ал Арабија. Обе мреже су једине имале приступ граду. Више пута су извештавале да маринци користе прекомерну силу и методе колективног кажњавања. Њихови снимци на којима су приказане мртве бебе у болницама распламсали су ирачко и светско јавно мњење. Генерал Конвеј је касније дао сиже ефекта рада ових медија на ток битке: „Ал Џазира нам је испрашила тур”. Када је 2. ирачки батаљон добио наређење да оде у Фалуџу, 30 одсто војника је одбило наредбу или дезертирало, а у року од неколико дана више од 80 одсто полицијских снага и Ирачке националне гарде у провинцији Анбар је напустило дужност. Након што су два члана Ирачког управног савета поднела оставке због напада, а још петоро запретило подношењем оставке, вођа Коалиционе привремене управе Пол Бремер и главнокомандујући CENTCOM-а генерал Џон Абизаид су били забринути да би Фалуџа могла срушити ирачку владу и наредили су једнострано примирје.
Након примирја, маринци су одржавали своје положаје и довели додатне јединице, чекајући оно што су претпостављали да ће бити наставак напада. Генерал Матис је покренуо Операцију Рипер Свип, док су маринци чекали, гурајући 1. батаљон лаких оклопних извиђачких јединица (ЛАР) и 2. батаљон 7. маринског пука у пољопривредне области око Фалуџе и неутралишући многе наоружане банде које су деловале дуж локалних путева. 3. батаљон 4. пука је такође извео напад на оближњу Карму која је била под контролом устаника, што је прерасло у већи сукоб који је трајао све до краја месеца. Маринци су успели да одрже линије снабдевања али су се повукли из политичких разлога. Председник Буш је одбио да дозволи наставак напада али исто није био задовољан статусом кво те је највишим официрима тражио „друге опције”.
Коначно, генерал Конвеј је предложио оно што је, по његовом мишљењу, било изводљиво компромисно решење: Бригаду Фалуџе. На челу са бившим ирачким сунитским елитама, као што су Јасим Мохамед Хабиб Салех и Мухамед Латиф, и углавном састављена од устаника који су ратовали против маринаца, бригада је требало да одржава ред у граду, док је у исто време омогућавала САД-у да се повуку и сачувају образ. Десетог маја, генерал Матис је формално предао град и повукао се наредног дана. У првој битки за Фалуџу погинуо је 51 амерички војник и 476 је било рањено. Губици Ирачана били су много већи. Маринци су проценили да је око 800 Ирачана погинуло. Извештаји су се разликовали у погледу броја цивилних жртава: маринци су бројали 300, док је независна организација „Iraq Body Count” тврдила да је погинуло 600 цивила.
Четири маринца и војника су одликована или Морнаричким крстом или Крстом за изузетну службу за акције током битке. Маринац капетан Даглас А. Зембијек из Ехо чете 2. батаљона 1. маринског пука, у неким медијима је постао познат као „Лав од Фалуџе” због војничких заслуга током напада.

### Рамади и западни Анбар 2004.
Изван Фалуџе, било је додатних напада на америчке позиције у Анбару током пролећа и лета 2004. године. Ово напади су били део већег „џихадског таласа” који је захватио провинцију Анбар средином априла. Банде наоружане омладине изашле су на улице, постављајући импровизоване блокаде и претећи снабдевању на путним правцима у источном Анбару и око Багдада. Генерал Матис се плашио подизања општег устанка сунитске заједнице, слично протестима у Техерану 1978. године. Шестог априла, група од 300 устаника напала је патроле маринаца широм Рамадија у покушају да ослабе притисак на Фалуџу. Шеснаест америчких маринаца и вероватно 250 устаника је погинуло у жестоким уличним борбама током четири дана.
Готово сви припадници једне чете из 2. батаљона 4. маринског пука погинули су када су упали у заседу у неоклопљеним Хамви возилима, што је био први пут да су маринци изгубили борбу у Ираку. Седамнаестог априла, устаници су напали патролу маринаца у пограничном граду Хусајба, што је довело до серије сукоба који су трајали цео дан; пет маринаца и 120 устаника је погинуло. Отприлике у исто време, 14. априла, чета коју је водио официр Џејсон Дунхам деловала је близу Хусајбе када је један члан групе Ирачана којега су претресали Дунхамови војници, бацио је гранату на чету. Дунхам се одмах бацио на гранату, задобивши смртоносну рану од експлозије, али је спасао своје саборце. Касније је постао први маринац од периода Вијетнамског рата који је добио Медаљу части.
У покушају да имитирају перципирани успех у Фалуџи, амерички команданти у Рамадију реаговали су на пренос суверенитета са Коалиционе привремене управе (CPA) на Ирачку привремену владу 28. јуна, повлачењем већине снага у базе ван града и фокусирањем на обезбеђивање аутопута који пролази кроз центар области. Борбе су наставиле да ескалирају широм Анбара. Двадесет и првог. јуна, тим сачињен од четири извиђача снајпериста погубиле су групе устаника. Средином јула, генерал Матис је прогнозирао да ће Анбар „отићи дођавола” ако маринци не буду могли да одбране Рамади. Петог августа, гувернер Анбара Абд ал-Карим Барјас, поднео је оставку након што су његова два сина отета. Барјас се појавио на телевизији и јавно се извињавао због „сарадње са неверницима”. Заменио га је привремени гувернер који је остао на функцији до јануара 2005. године. Начелник полицијске снаге Рамадија је касније ухапшен због саучесништва у отмицама.
Током истог месеца, команданта једног ирачког батаљона су ухватили устаници у Фалуџи и пребили су га на смрт. Након смрти команданта, два ирачка батаљона близу Фалуџе су дезертирала, оставивши оружје и опрему устаницима. Експерт за контра-устаничке операције, Џон Најгл, који је служио у оближњем месту Халди, рекао је да је његова јединица знала да месни полицијски начелник подржава побуну, „али су проценили да је то морао да ради како би преживео”. Бомбаши самоубице убили су: седам маринаца шестог септембра, осамнаест ирачких полицајаца близу Багдада 23. октобра и осам маринаца недељу дана касније. Више од 100 Американаца је убијено у Анбару од маја 2004. до октобра 2004.
Пре новембра, ирачки премијер Ајад Алави је позвао представнике из Рамадија и Фалуџе у покушају да преговара о окончању борби, слично својим претходним преговорима са шиитским лидером Муктидом ал-Садром. У септембру, уз благослов Американаца, Алави је распустио дискредитовану Бригаду Фалуџе и приватним путем је дао маринцима дозволу да започну планирање офанзиве за поновно освајање Фалуџе. У раном октобру, Алави је захтевао од представника Фалуџе да предају Заркавиа или да се суоче са још једним нападом. Они су одбили. Непосредно пре него што је започела офанзива маринаца, шеик Харитх ал-Дхари, лидер проруских устаничких Удружења муслиманских учених, изјавио је „да ирачки народ Фалуџу гледа као симбол своје упорности, отпора и поноса”.

### Ток побуне 2004.
Упркос поновном успостављању суверенитета Ирачке привремен владе 28. јуна, многи Ирачани су и даље сматрали да је побуна легитимна, а ирачку владу агентима Сједињених  Америчких Држава. Крајем 2004. године, официр DIA Дерек Харви је рекао да устаници у Рамадију добијају финансије преко Сирије„ у износу од 1,2 милиона долара месечно”. Ово је оповргнуо официр ЦИА-е, објашњавајући да они „нису видели да постоји финансирање из Сирије”. Побуна је и даље уживала широку подршку унутар ирачког друштва, показујући мале сектаријанске поделе које ће постати израженије након бомбардовања џамије ал-Аксари 2006. године. Ирачани шиити су напали ирачке војне јединице које су се кретале ка Фалуџи; шиитски лидери су позвали своје присталице да „дају крв” за устанике, а Муктида ал-Садр је устанике у Фалуџи назвао „светим ратницима”. Неки шиити су покушали да се придруже борбама.
Први у низу видео записа егзекуција 11. маја је објавила АК, на којем њихов лидер ел-Заркави извршава егзекуцију америчког грађанина Ника Берга.
Након првобитног напада на Фалуџу, САД су тврдиле да је Заркави био одговоран за серију напада бомбама у Ираку. Нису били забележени велики напади бомбама у Багдаду током опсаде, а откривено је довољно муниције и контрабанде да се закључи да су многе „бомбе и аутобомбе детониране широм Ирака можда произведене у Фалуџи”. Насупрот томе, било је 30 великих аутобомби у два месеца након формирања Бригаде Фалуџе, а ова бригада је сада била виђена од стране САД и ирачке владе као фронт за побуну. Самоубилачки напади и видео записи с егзекуцијама учинили су Заркавиа јавним лицем ирачке побуне 2004. године, иако су његово лидерство оспоравали многи сунитски националистички команданти. Крајем 2004. године, награда коју је САД понудила за његову главу била је истог износа као и за Осаму бин Ладена. Високопозиционирани амерички војни обавештајни званичник је у децембру 2004. године описао срж побуне као„ стару сунитску олигархију која користи верски национализам као покретачку силу”.

### Друга битка за Фалуџу
Наредба Алавија да се поново нападне Фалуџа издата је 6. новембра, само четири дана након поновног избора Џорџа W. Буша за председника. Командант 1. маринског пука, генерал Ричард Ф. Натонски, ad hoc је саставио шест маринских батаљона, три армијска батаљона, три ирачка батаљона и британски батаљон Black Watch. устаници, које су у некој мери водили Заркави, Абдулах ел-Џанаби и Заркавијевг официра Хадида, увенили су нове борце као заменске за погинуле и извештаји су говорили да су тада имали између 3.000 и 4.000 људи под оружјем у граду. Планирали су да ометају напредовање маринаца са блокадама на путевима, насипима и минирањем, док су истовремено изводили нападе ван града како би задржали маринске јединице.
Напад је почео 7. новембра када је генерал Натонски наредио 3. ЛАР и 36. ирачком батаљону да заузму болницу у граду, која се налазила на полуострву, западно од града. Главни напад је почео ноћу 8. новембра. Коалиционе снаге су напале са севера, постигао потпуну тактичку изненађење.
Устаници су узвратили нападајући маринце у малим групама, често наоружани ракетним бацачима. Према речима генерала Натонског, многи устаници су видели слике скандала из Абу Граиба и били су решени да не буду ухваћени живи. До 20. новембра, маринци су достигли јужну границу града, али су још увек остали џепови устаника. Нападни батаљони су поделили град на зоне и прелазили своје додељене области у покушају да пронађу устанике. Четири дана касније, Заркави је објавио аудио снимак у којем осуђује сунитски клер због недостатка њихове подршке, тврдећи да су „стотине хиљада синова нације заклани”. Борбе су полако јењавале и до 16. децембра, САД су почеле да поново отварају град и грађани су добили могућност повратка у град.
Битка је америчка војска касније описала као „најтежи урбани оклопни сукоб у којем су маринци учествовали од битке за Хуе у Вијетнаму”. Званична историја маринског корпуса бележи да је 78 маринаца, морнара и војника погинуло, а 651 је повређено приликом поновног заузимања Фалуџе (394 је било у стању да се врати на дужност). Трећина погинулих и повређених потекла је из једног батаљона, 3. батаљона 1. маринског пука. Осморо маринаца је награђено Морнаричким крстом (енгл. Navy cross), другом по важности наградом за храброст у америчкој војсци, од чега је троје маринаца одликовано постхумно. Млађи водник Рафаел Пералта је био номинован за Медаљу части, али није одликован.
Званичници су проценили да су убили између 1.000 и 1.600 устаника и да су затворили још 1.000, од процењених 1.500 до 3.000 устаника који су се веровало да су били у граду. Авијација је бацила 318 прецизних бомби, испалили су 391 ракету и испалили су 93.000 метака из митраљеза или топова у правцу града, док су артиљеријске јединице испалиле 5.685 граната 155 mm. Црвени крст је проценио да је 250 од 300.000 становника напустило град током борби. Службеник Црвеног крста у Багдаду проценио је да је до 800 цивила погинуло.
Друга битка за Фалуџу била је јединствена током читава кампање, у том смислу што је то био једини пут да су америчка војска и устаници водили борбу на нивоу дивизија у конвенционалном војном сукобу. Током остатка кампање у Анбару, устаници никада нису стајали или се борили у тако великим бројевима. Званична историја маринског корпуса тврди да битка није била одлучујућа јер је већина устаничког руководства и устаника побегла пре битке. У намери да сумира став маринаца о току битке, Магазин Proceedings навео је: „Битка за Фалуџу није била пораз — али не можемо себи приуштити још много оваквих победа”.

## 2005.

### Јануар—април 2005.
Након Друге битке за Фалуџу, маринци су се суочили са три главна задатка: пружањем хуманитарне помоћи стотинама хиљада избеглица које су се враћале у град, поновним заузимањем бројних градова и насеља које су напустили дуж Еуфрата уочи битке и обезбеђивањем сигурности за ирачке парламентарне изборе заказане за 30. јануар. Према високим званичницима маринаца, избори су били осмишљени да помогну у укључивању грађана Ирака у процес формирања владе. Само 3.775 бирача (2 одсто од укупно квалификованог становништва) гласало је у провинцији Анбар због бојкота који су организовали сунити. На изборима за покрајински савет победу је однела Ирачка исламска партија, која је имала проблеме због недостатак легитимитета, али је ипак доминирала законодавним телом Анбара све до 2009. године.
Уочи избора, хеликоптер CH-53E срушио се у близини Ел-Рутбе 26. јануара, усмртивши свих 31 маринца и морнара, од којих су већина били припадници 1. батаљона 3. маринаца и који су преживели Другу битку за Фалуџу. Ово је био најсмртоноснији појединачни инцидент за америчке снаге током рата у Ираку. Двадесетог фебруара, маринци су покренули операцију „River Blitz”, што је представљало прву већу офанзиву током године, усмерену на западну долину реке Еуфрат против градова Рамади, Хит и Багдади. Различите јединице примениле су различите стратегије. У Фалуџи, маринци су окружили град земљаним бедемима, забранили сва возила и захтевали су да становници носе идентификационе картице. У Рамадију, 2. борбена тимска група 28. пешадијске дивизије фокусирала се на контролу главних путева и заштиту управника области и владе. У западном Анбару, 2. пук маринаца спроводио је операције претраге и уништавања, описане као „кордон и претрага”, у којима су више пута улазили у градове под контролом непријатеља, а затим се повлачили. Другог априла, група од око 60 бораца Ал-Каиде у Ираку (АКИ) извела је велики напад, описан као „један од најсофистициранијих” до тада, на затвор Абу Граиб. устаници су користили баражну паљбу из минобацача, уз самоубилачки напад аутомобилом-бомбом, у неуспелом покушају да пробију затвор, ранили су 44 америчка војника и 13 затвореника.

### Импровизоване експлозивне направе
До краја фебруара појавила се нова претња по америчке трупе: импровизоване експлозивне направе. Током 2005. године, 158 маринаца и војника убијено је у нападима овим експлозивним нападима или су убијени акцијама бомбаша самоубица, што је чинило више од половине (58 одсто) борбених губитака у Анбару те године. Ови бројеви су одражавали тренд раста који је био присутан широм земље. Иако су бомбе употребљаване од самог почетка побуне, рани модели били су примитивне израде, користиле су „динамит или барут помешан са ексерима и закопан поред пута“. До средине 2005. године, устаници су усавршили технике које користе; активирали су бомбе кроз даљинско управљање, повезујући гранате и ракете, користећи чврсту основу за појачавање дејства експлозије и закопавајући их испод путева ради наношења максималне штете непријатељу. САД су одговориле употребом низа све напреднијих уређаја за електронско ометање и путем других програма електронског ратовања, који су се касније консолидовали у Заједничку организацију за супротстављање импровизованим експлозивним направама (енгл. Joint Improvised Explosive Device Defeat Organization).
Седамнаестог фебруара, бригадни генерал Денис Хејлик поднео је хитан захтев Маринском корпусу за 1.200 возила отпорних на мине и заседе (MRAP), специјално дизајнираних да издрже нападе импровизованих експлозивних направа, за употребу у гувернату Ал Анбар. У свом захтеву, генерал Хејлик је додао: „[Маринци] не могу наставити да трпе… озбиљне и тешке губитке од импровизованих експлозивних направа”. Марински корпус званично није поступио по захтеву током наредних 21 месеца. Хејлик је касније тврдио да се изјава односила на експлозивна направе које су „демолирале стране возила” и да је Марински корпус утврдио да ће једноставно убацивање више оклопљених Хамвија пружити адекватну заштиту. Узбуњивач Франц Гејл се није сложио и написао је извештај за Конгрес, тврдио је да је захтев одложен јер је Марински корпус желео да искористи средства за развој Заједничког лаког тактичког возила (JLTV), који је предвиђен као замена за Хамви, а који није требало да постане оперативан до 2012. године. Неки припадници војске жалили су се да су маринци имали готово лежеран став према импровизованим експлозивним направама. Један војни официр у Рамадију пожалио се да је, након што је упозорио на велики број постављених експлозива на одређеној рути, добио одговор: „Осим ако се људи не топе унутар Хамвија, то није прави проблем.“

### Западна долина реке Еуфрат
До пролећа 2005. године, и владе САД и Ирака закључиле су да је највећи проблем са којим се Ирак суочава био низ аутомобилских бомбашких напада Ал-Каиде у Ираку у Багдаду. Али док су Ирачани желели да се фокусирају на приградске појасеве Багдада, где су возила за нападе састављана, командант Мултинационалних снага у Ираку (MNF–I), генерал Џорџ Кејси, сматрао је да је прави проблем прилив про-устаничких страних бораца преко сиријске границе. Он је наредио маринцима да тог лета покрену кампању за осигурање западне долине реке Еуфрат.
Седмог маја, вод из 3. батаљона 25. маринаца код Хадите, скоро су уништили устаници али га је на крају спасао један од његових подофицира, који је касније одликован Морнаричким крстом. Следећег дана, 2. пук маринаца започео је чишћење устаничких упоришта у западној долини реке Еуфрат. Први велики напад била је Операција „Матадор” усмерена на град Убајди, за који је CENTCOM тврдио да је устаничка логистичка база. У нападу су учествовали 3. батаљон 25. маринаца и 3. батаљон 2. маринаца. У већини случајева, устаници су бежали пре него што би се суочили са снагама маринаца, остављајући иза себе замке и мине. Барем девет маринаца је погинуло, док је 40 рањено током операције, али су се устаници, изгледа, након тога вратили у град.
Ал Каида је била заинтересована за западну долину реке Еуфрат. Заркави је повратио своју базу у западном Анбару, прогласивши Ал Каим својом престоницом, а такође је деловао у Хиту и „Тријади Хадита”. Осмог маја, устаничка група Џамат Ансар ел-Суна извела је акцију из заседе и убила дванаест плаћеника код Хита. Два дана касније, гувернер Анбара, Раџа Наваф Фархан ал-Махалави, киднапован је и убили су га устаници у близини Раве. Њега је заменио Мамун Сами Рашид ел-Алвани.
Марински експедициони корпус (MEF) затим је у јулу покренуо серију операција под називом Операција „Сајид”; поред протеривања АКИ из WERV-а, „Сајид” је био и покушај стварања услова за учешће становника Анбара на децембарском референдуму о новом уставу. Извели су низ операција, попут: New Market, Sword, Hunter, Zoba, Spear, River Gate и Iron Fist, које су кулминирале акцијом Operation Steel Curtain која је реализована у новембру. У августу, 3. батаљон 25. маринаца извео је Операцију „Брзи удар”, операцију блокаде и претраге у „Тријади Хадита”. У року од два дана, двадесет маринаца је убијено: шест снајпериста било је у заседи и убили су их Џамат Ансар ал-Суне 1. августа, а четрнаест маринаца је погинуло 3. августа када је њихово амфибијско јуришно возило погодила мина код Хадите.
До октобра, више Американаца је погинуло у Анбару него било где другде у Ираку, а високи официри маринаца престали су да говоре о победи и почели су да говоре само о „ограничавању насиља и кријумчарења на ниво који ће ирачке снаге једног дана моћи да контролишу”.

### Октобар—децембар 2005.
Петог новембра, 2. пук маринаца покренуо је Операцију „Челична завеса” усмерену на погранични град Хусејба. Маринци су пријавили да је у офанзиви погинуло десет маринаца и 139 устаника. Медицински радници у Хусејби тврдили су да је убијено 97 цивила. Првог децембра, десет маринаца из 2. батаљона 7. маринаца погинуло је од експлозије масивне импровизоване експлозивне направе (IED) током пешадијске патроле у Фалуџи.
Петнаестог октобра, становници Анбара изашли су на биралишта како би одлучили да ли ће ратификовати нови устав. Иако је одзив (259.919 бирача или 32% од укупног броја бирача) био знатно већи него на изборима одржаним у јануару, резултати су били слични: око 97% гласача је било против устава. Петнаестог децембра одржани су накнадни избори за ирачки парламент. Одзив је био већи: 585.429 гласача, или 86% од укупног броја бирача.
Ал Каида је крајем 2005. године покренула серију напада у Јордану, делом организованих и покренутих из Анбара. Група је већ у децембру 2004. безуспешно напала контролни пункт Требил на јорданској граници, са провинцијом Анбар. У августу су две америчке ратне бродове у Акаби, USS Kearsarge и USS Ashland, погодиле ракете; ћелија која је тада извела напад је потом побегла у Ирак. Деветог новембра, тројица Ирачана из Анбара извела су самоубилачке бомбашке нападе у Аману, убивши 60 људи. Четврти нападач, такође из Анбара, је био ухваћен.

## 2006.

### Убиства у Хадити
Током маја 2006. године, Морнарички корпус је био уздрман оптужбама да је један вод из 3. батаљона 1. маринаца претходног новембра кренуо у„ дивљање”. Наводило се да су маринци у Хадити убили 24 ирачка цивила, мушкарце, жену и децу. Инцидент се одиграо 19. новембра 2005. године што је конвој штетила постављена мина. Приликом напада је погинуо каплар Мигел Теразас. Вод маринаца којим је командовао старији наредник Франк Вутерич налазио се у конвоју и одмах је преузео контролу над ситуацијом. Након напада, маринци су зауставили бели Опел седан у коме је било пет Ирачана и упуцали су их, након што су покушали да побегну, пре него што је надлежни официр дошао на локацију и преузео вођство. Маринци су затим тврдили да су били нападнути из оближње куће, а Вутеричевим људима је наређено „да заузму кућу”. Сведоци о догађају, амерички маринци и Ирачани, касније су потврдили да је Вутеричев вод очистио кућу (и неколико суседних кућа) тако што су прво бацали гранате у кућу, а затим упадали унутра и стрељали затечене индивидуе. Имали су различите ставове по томе да ли су убиства била дозвољена према правилима службе. Маринци су тврдили да су куће проглашене „непријатељским” и да је обука налагала да се „сви појединци у непријатељском објекту морају ликвидирати”. Ирачани су тврдили да су маринци намерно гађали цивиле. Изузев пет Ирачана који су убијени код аутомобила Опел седан, Вутеричев вод је убио још деветнаест мушкараца, жена и деце током акције чишћења кућа.
Унутрашње истраге су покренуте у фебруару. Истрагу су покренуле Мултинационалне снаге – Ирак, Поморске криминалистичке истражне службе (која је испитивала сам масакр) и генерал-мајора Елдона Барџвела (који је испитивао реакцију маринаца на убиства). Новински чланак у коме је јавност информисана да се догодио масакр објављен је у марту месецу. Хадита је постала тема у САД средином маја након коментара противратног конгресмена и бившег маринца Џона П. Мурте Мурта је нетачно тврдио да је број убијених цивила био знатно већи него што је пријављено и да су маринци „хладнокрвно убили невине цивиле”. Сама тврдња о недоличном понашању трупа добила је на значају кроз вести о другом убиству у којем је један вод маринаца погубио Ирачанина, а затим му подметнуо АК-47, као и контроверзним интернет видео-снимком Hadji Girl, у коме се маринац шалио о убијању чланова једне ирачке породице.
Унутрашња војна истрага је закључена у јуну. Иако Барџвел није нашао доказе о прикривању злочина, његов извештај је озбиљно критиковао Морнарички корпус због онога што је описао као „непажњу и немар”, као и „невољност”, која се граничи са порицањем официра, посебно виших официра, да се истраже цивилна убиства. Командант Маринског експедиционог корпуса, генерал Стивен Џонсон, касније је изјавио да се се умирање цивила „стално дешава” и да висок број погинулих није сматрао нарочито необичним. Он је смрт ових цивила описао као „трошак посла у том конкретном сукобу” (енгл. the cost of doing business on that particular engagement). Двадесет и првог децембра 2006. године, америчка војска је оптужила осморицу маринаца у вези са инцидентом у Хадити. Четворица од осморо, укључујући Вутерича, били су оптужени за убиство без предумишљаја. Трећег октобра 2007. године, истражни официр је препоручио да се оптужбе за убиство одбаце и да Вутерич буде суђен за убиство. Против шесторо касније оптужених су одбачене оптужбе, а један маринац је ослобођен кривице. Вутерич се 2012. изјаснио да је крив за немарно кршење дужности у замену за одбацивање свих осталих оптужби против њега. Најмање троје официра, укључујући команданта батаљона потпуковника Џефрија Чесанија, званично су укорени због пропуста у пријављивању и истрази убистава.

### Друга битка за Рамади
У јуну 2006. године, пуковник Шон Макфарланд и 1. бригадни борбени тим (ББТ) 1. оклопне дивизије послати су у Рамади. Пуковнику Макфарланду је речено: „Среди Рамади, али немој да направиш другу Фалуџу”.
Многи Ирачани су претпостављали да се 1. ББТ припрема управо за такав тип операције, с обзиром на то да је на располагању имала преко 77 тенкова М1 Абрамс и 84 борбена возила Бредли, али је Макфарланд имао другачији план. Пре него што су дошли у Рамади, 1. ББТ је био стациониран у северном граду. Тел Афару, где је пуковник Х. Р. Макмастер 2005. године развио нови тип операције: „Очисти, задржи, изгради” (енгл. Clear, Hold, Build). Према Макмастеровом приступу, његови команданти би заузели неку област, елиминисали устанике, потом задржали контролу све док ирачке безбедносне снаге не постану довољну обучене и стручне да преузму одговорност. Као и у другим офанзивним операцијама, многи устаници су побегли из града уочи ишчекивања велике битке. ББТ је затим заузео неке од најопаснијих четврти у Рамадију и почевши од јула изградио четири од укупно осамнаест борбених испостава. Ови војници су стављали територију под контролу, наносећи велике губитке устаницима. Двадесет и четвртог јула, Ал Каида у Ираку је покренула противнапад. Извели су 24 напада на америчке положаје, сваки са око 100 бораца. Упркос наводном присуству вође Ал Каиде, Абу Ајуба ал-Масрија, устаници су у свим нападима били неуспешни и изгубили су приближно 30 људи. Неколико високих америчких официра, укључујући генерала Дејвида Петреуса, касније је ове борбе упоредило са Битком за Стаљинград. Упркос овом успеху, Вишенационалне снаге у Ираку и даље су сматрале Рамади секундарним фронтом у односу на текући грађански рат у Багдаду и разматрале су премештање два батаљона под командом пуковника Макфарланда у Багдад. Макфарланд је чак у јавности описао операције које је водио као „покушај да се смањи притисак на Багдад”.

### Друга битка за Хабанију
Маринци 3. батаљона, 2. дивизије маринаца САД, спровели су операције чишћења у урбаним насељима између Рамадија и Фалуџе у оквиру серије операција (тј. операције RUBICON и SIDEWINDER), ометајући деловање припадника Ал-Каиде и сунитских устаника у оба града, током којих су убили или заробили преко 300 устаника. Маринци „Кило” чете убили су или заробили 137 устаника; четворица маринаца су погинула у борбама, а 17 је рањено. Најтеже погођен унутар „Кило” чете био је вод „Вуду мобил”,  елемент командног сектора јединице са више возила у свом саставу. Од његових 16 припадника, 12 је било рањено, а 3 убијена у периоду од септембра до новембра 2006. Операције су обухватале мешавину урбаних акција„ чисти и контролиши” на нивоу чете, патроле ради сузбијања побуне, као и стварање статичних, утврђених положаја ради онемогућавање непријатељског приступа. Батаљон је био распоређен дуж 30 километара линије фронте, од западне периферије Фалуџе до источне границе Рамадија.
Током седмомесечног распоређивања, борбе између Ал-Каиде и маринаца биле су углавном спорадичне, али жестоке. Иако се развило само неколико већих оружаних сукоба, углавном у предграђима Рамадија између Хабаније и Џулајбе, борбе између обе стране трајале су готово без прекида. Официри „Кило” чете су свакодневно пријављивали да су под снајперским нападима и такође су пријављивали експлозије импровизованих експлозивних направа на преко 200 од 250+ патрола које су обављали.
Током битке, 14 маринаца из 3. батаљона, 2. дивизије маринаца је погинуло, а најмање 123 су рањена. Дванаесторица од четрнаесторице страдалих убијена су експлозивним направама, док су двојица смртно рањена из снајпера.

### Покрет Буђење
Како је 1. бригада напредовала у Рамади, почела је са агресивним привлачењем месних племенских заједница са циљем регрутовања нових полицајаца. Ово је било кључно јер је, према речима пуковника Макфарланда, „без њихове помоћи било немогуће регрутовати довољно полицајаца за повратак целог града”. Након што су Американци обећали племенским вођама у Рамадију да њихови људи неће бити распоређени ван територије града, племена су почела да шаљу људе у полицију. Број нових регрута порастао је са 30 месечно (пре јуна 2006) на 300 месечно до јула месеца. Ал Каида је покушала да спречи регрутовање у полицију напавши једну од новоуспостављених полицијских станица у Рамадију аутомобил-бомбом 21. августа, убивши тројицу ирачких полицајаца. Истовремено су убили и шеика сунитског племена Абу Али Јасим, који је подстицао своје племе да се придружи ирачкој полицији. Борци Ал Каиде су затим сакрили његово тело уместо да га врате породици, што је било кршење исламских погребних обичаја и изазвало је бес у племену. Овај инцидент постао је један од главних узрочника за племенску побуну против саме Ал Каиде. Према речима Дејвида Килкулена, који је касније био саветник генерала Петреуса за против устаничке операције, побуна је почела након што је Ал Каида убила шеика који је одбио да дозволи својим кћерима да се удају за припаднике Ал Каиде.
У том периоду, један од потчињених пуковника Макфарланда, потпуковник Тони Дин, одржавао је контакт са нискорангираним шеиком из племена Абу Риша, Абдулом Сатаром Абу Ришом. Током 2004. и 2005. године, снаге Ал Каиде убиле су Сатаровог оца и тројицу његове браће, али он је одбио да напусти земљу и оде у егзил. Почетком септембра, Сатар је рекао Дину да његово племе, заједно са неколико других, планира да се удружи са САД и да протера владу са седиштем у Багдаду. Дин је о томе известио надређеног пуковника Макфарланда, који је обећао подршку Сатару све док он настави да подржава Владу Ирака. Деветог септембра, Сатар и бивши гувернер Анбара, Фасал ал Гауд, заједно са још 50 шеика, објавили су формирање Покрета буђења Анбара. Убрзо након састанка, Макфарланд је почео да прима извештаје да су ванслужбени ирачки полицајци, који су деловали као војно крило Буђења, формирали тајну осветничку организацију названу Thuwar al-Anbar. Она је изводила нападе на познате чланове Ал Каиде, док су амерички војници под командом Макфарланда окретали главу на њихова дејства.
Пуковник Макфарланд је затим замолио свог саветника за племенска питања, капетана Трависа Патриквина, да припреми брифинг за ирачку владу, као и за особље Вишенационалних снага и новинаре, који су били скептични према наоружавању сунитских племена, јер би она у будућности могла да се окрену против шиитске владе. Патриквинов брифинг, назван „Како победити у Ал Анбару”, користио је цртане фигуре и једноставан језик како би пренео поруку да је регрутовање племенских милиција у полицију ефикаснија стратегија од ослањања на америчку војску. Новинар Томас Рикс је тај брифинг описао као „можда најнеформалнији, али најважнији који је америчка војска одржала у Ираку”. Касније је брифинг постао виралан на интернету и до данас се користи као наставно средство.
Након формирања Покрета буђења, насиље у Рамадију наставило је да расте. Дана 29. септембра 2006. године, устаник је бацио гранату на кров зграде у којој су били позиционирани припадници морнаричких SEAL јединица. Официр друге класе Мајкл А. Монсур, брзо је легао на гранату како би заштитио колеге, жртвујући свој живот. Постхумно му је додељена Медаља части. Осамнаестог октобра, кровна организација Ал Каиде, Савет муџахедина, званично је прогласила Рамади саставним делом Исламске државе Ирака.

### Операција Ел Мажид
Чак и док је покрет Буђење напредовао и растао, Ал Анбар је и даље био виђен као изгубљен случај. Начелник обавештајне службе Маринаца у Ираку пуковник Питер Девлин је средином августа одржао засебну директну презентацију о ситуацији у Ал Анбару генералу Петеру Пејсу, председавајућем штаба Здружених генералштабова. Девлин је рекао Пејсу да САД не могу војно да победе Ал Каиду у Ал Анбару, јер је „Ал Каида постала интегрални део социјалне структуре западног Ирака”. Додао је да је „Ал Каида елиминисала, апсорбовала, маргинализовала или кооптирала” све остале сунитске устанике, племена или владине институције у провинцији. Девлин је сматрао да је једини начин да се поново успостави контрола над провинцијом распоређивање додатне дивизије у Ал Анбару, уз неколико милијарди долара помоћи, или стварање „значајне и законски одобрене паравојне снаге”. Закључио је да су све што су маринци постигли било то да су спречили да ситуација не буде „много гора”. Почетком септембра Девлинов извештај је доспео у новине The Washington Post. Командант MEF-а генерал-мајор Ричард Зилмер, одговорио је на новинарска питања о Девлиновој изјави да је Ал Анбар изгубљен, рекавши да је сагласан са његовом оценом, додавши да је његова мисија била само обука ирачких безбедносних снага. Додао је да ако би добио задатак да оствари шире циљеве кампање, да би му требало више снага, али да слање више Американаца у Ал Анбар не би умирило провинцију и да је једини пут до победе био да сунити прихвате Владу Ирака.
Неки од првих офанзивних напада изван Рамадија такође су започете крајем 2006. године, изградњом земљаних насипа висине 2,4 метра око неколико ирачких градова у западном Ал Анбару: Хадита, Хакланија, Барвана, Рутба и Ана. Ови насипи били су део операције Ал Мажид, америчке операције усмерене на чишћење и задржавање територије површине више од 78.000 км² у западном Ал-Анбару. Пре операције Ал Мажид, претходни командант батаљона приметио је да његова јединица није имала довољно људства да контролише и главне путеве и градове Хадита Тријаде те да је ирачка војска била неинформисана баш као и они, и да су устаници убијали сваког ко је разговарао са снагама Коалиције. Други батаљон 3. маринаца изгубио је више од 23 маринца за само два месеца, док је настојао да држи простор под контролом. Поред насипа и помоћи локалног силовласника познатог као пуковник Фаруку, маринци су поставили контролне тачке на кључним локацијама како би регулисали улаз и излаз. До почетка јануара, напади у Тријади су опали са 10–13 дневно на један напад сваких неколико дана.
Извештај Iraq Study Group Report објављен 6. децембра, признао је да је покрет Буђење „почео да делује”, али се у извештају закључује да „сунитски Арапи нису донели стратешку одлуку да напусте насилну побуну у корист политичког процеса” и да је укупна ситуација у Ал Анбару „погоршана”. Истог дана, капетан Патрикуин је погинуо од последица експлозије бомбе постављене уз пут у Рамадију, заједно са мајором Меган Макланг, првом женом официром маринаца која је погинула у Ираку.
После погубљења Садама Хусеина, његова породица је разматрала могућност да га сахрани у Рамадију због побољшане безбедносне ситуације. Тридесетог децембра, непознати број људи лојалних Садаму у близини Рамадија организовао је марш на којем су носили слике Садама Хусеина и махали ирачким заставама.

## 2007.

### 
Приликом обраћања јавности о стању нације 23. јануара 2007, председник САД Буш је најавио планове за распоређивање више од 20.000 додатних војника и маринаца у Ирак у операцији која је постала позната као „Surge” (Продор). Четири хиљаде војника било је посебно намењено за Анбар, за који је Буш признао да је постао и уточиште за Ал Каиду у Ираку и центар отпора против Ал Каиде. Уместо распоређивања нових јединица, Марински корпус је одлучио да продужи ангажман неколико јединица које су од раније биле у Анбару: 1. батаљон 6. маринаца, 3. батаљон 4. маринаца и 15. маринска експедициона јединица (МЕУ). Касније је 15. МЕУ замењена 13. МЕУ као последња јединица у оквиру „Сурџа“.
Са друге стране, Ал Каида је имала своје планиране офанзиве за 2007. годину. Током прва два месеца 2007, оборили су осам хеликоптера широм Ирака, укључујући два у Анбару. Први је оборен 7. фебруара, у близини Карме, напредним раменим пројектилом СА-14 или СА-16, што је довело до погибије пет маринаца и два морнара. Aл Каида је такође започела серију напада хлором у близини Рамадија и Фалуџе. Први напад извршили су 21. октобра 2006, када је аутомобил-бомба која је носила дванаест мина од 120 мм и два резервоара хлора тежине 45 килограма експлодирала у Рамадију. Кампања АК се интензивирала током јануара 2007. Током пет месеци, Ал Каида је извела низ самоубилачких напада у Анбару користећи возила натоварена експлозивом помешаним са хлором. Напади су углавном били лоше изведени, па се хемијска супстанца није правилно распршивала.
АК је такође наставила са кампањом вршења атентата. Деветнаестог фебруара, покушали су да убију шеика Сатара у његовој резиденцији, са два аутомобила-бомбе, али су промашили шеика, док је погинуло једанаест особа. Неколико дана касније, у петак током молитве, самоубилачки бомбаш напао је џамију у Хабанији, у којој је имам претходно осудио АК, што је резултирало са 39 мртвих и 62 рањена. У јуну је група анбарских шеика која се састала у хотелу Мансур у Багдаду нападнута самоубилачком бомбом, при чему је убијено 13 особа, укључујући Фасала ал Гауда, док је 27 људи рањено. Тридесетог јуна, група од 70 бораца Ал Каиде планирала је велики напад у Рамадију, усмерен на племенске вође и полицију у граду, укључујући шеика Сатара. Уместо тога, налетели су на јединицу из 1. батаљона 77. оклопног пука у близини „Острва магараца”, што је довело до целоноћне борбе (Битка на Острву магараца) у којој је тринаест Американаца убијено или рањено, а половина бораца Ал Каиде је ликвидирано.
Како је кампања у Ал Анбару улазила у четврту годину, Марински корпус је постигао значајну победу усвајањем возила првобитно дизајнираног 1970-их да издржи нападе мина: Mine Resistant Ambush Protected – MRAP). Још 2004. године, Марински корпус је препознао потребу за заменом оклопних Хамвија. Неколико иницијално распоређених Cougar MRAP возила показало је импресивне резултате. У 2004. години, маринци су известили да ниједан војник није погинуо у више од 300 напада мина на Cougar возила. У априлу 2007, генерал Конвеј је проценио да би широка употреба MRAP-а могла да смањи жртве од мина у Анбару за чак 80 процената. Као садашњи командант Маринског корпуса, затражио је додатних 3.000 MRAP-ова за Анбар и информисао Заједнички генералштаб да жели да сви маринци који путују ван база користе ово возило. У априлу, заменик команданта MEF-а изјавио је да током 300 напада на MRAP-ове у Анбару од јануара 2006. ниједан маринац није погинуо. Осмог маја 2007, секретар одбране Роберт Гејтс изјавио је да је набавка MRAP-ова највиши приоритет Министарства одбране и определио је 1,1 милијарду америчких долара за њих. Марински корпус је током 2007. набавио и распоредио велики број MRAP-ов. У октобру те године, генерал Конвеј је описао MRAP као „златни стандард“ у заштити снага. Број погинулих у нападима мина драстично је опао. У јуну 2008. USA Today је известио да су напади импровизованим експлозивним направама и смртни исходи у Ираку опали су за скоро 90 процената, делимично због употребе MRAP-ова.

### Операција Алџа
У јуну, Марински корпус је покренуо операцију Алџа са циљем обезбеђивања Фалуџе, Карме, Зајдона и подручја Тартар у источном Анбару. Ове области су биле део шире операције Фантомски гром (енгл. Operation Phantom Thunder), свеобухватне офанзиве широм Ирака у којој су америчке и ирачке дивизије наступале на више фронтова у покушају да очисте подручја око Багдада. Крајем 2006. године, 1. батаљон 25. маринаца је предао Фалуџу ирачкој војсци и полицији, који су преферирали да остану на дефанзивним контролним пунктовима уместо да патролирају градом. Потпуковник Ричард Симкок, чији је 6. пук маринаца требало да поново освоји град, касније је признао да су маринци прерано напустили Фалуџу. У јуну је послао 2. батаљон 6. маринаца у град, подељен у десет округа, где су маринци и ирачка полиција заједнички деловали по узору на операције 1. батаљона 6. маринаца у Рамадију.
У мају, генерал Гаскин је започео планове за поновно заузимање града Карме, који је био на кључној линији снабдевања између Фалуџе и Багдада и представљао је важно упориште устаника. За разлику од других локација, за Карму није било јасно дефинисаног параметра, што је омогућавало лакши приступ спољним елементима, посебно устаницима који су бежали из Багдада. Гаскин је послао једног од својих помоћника у Јордан да се састане са шеиком Мишаном, поглаваром највећег племена у Карми, Џумајли. Шеик Мишан је пребегао у Јордан 2005. године након што му је претила Ал Каида у Ираку. Гаскинов помоћник га је убедио да се у јуну врати и сарађује са 2. батаљоном 5. маринаца. До октобра месеца, напади су готово потпуно престали.
У мају, 13. експедициона јединица маринаца (MEU) ушла је у Тартар, област од 2.500 km² која је била последње уточиште Ал Каиде у Анбару. Њихов циљ је био да прекину кретање устаника између Анбара и гуверната Саладин ка Багдаду, као и да открију скривене залихе оружја. Отпор је био слаб, а многи устаници су побегли. устаници су поставили преко 400 мина како би успорили напредовање маринаца. У једној операцији, маринци су пронашли 18 тона експлозива и 22.000 kg амонијум-нитратног ђубрива. Такође су открили неколико масовних гробница са преко 100 жртава терора Ал Каиде. Тартар је очишћен до августа. Операција Алџа била је једна од последњих значајних офанзива у Анбару. До краја октобра, прошло је неколико недеља без иједне жртве.

### САД проглашавају победу
Председник Буш је 3. септембра долетео у ваздухопловну базу Ал Асад, у западном гувернату Анбар, како би представио оно што је назвао „војним успехом” и „оно што будућност Ирака може изгледати”. Током трајања посете, састао се са највишим америчким и ирачким лидерима и одржао је „ратни савет”. Фредерик Кејган, један од „интелектуалних архитеката” операције Сурџ (енгл. Operation Surge), назвао је ову посету „Гетисбургом Ирачког рата”, напомињући да је Буш веровао да је Анбар „довољно безбедан да ратни кабинет Сједињених Америчких Држава може да се састане тамо са највишим руководством ирачке владе ради дискусије о стратегији.”
Када сте на тлу овде у Анбару … можете видети како би будућност Ирака могла изгледати.— председник Џорџ В. Буш, 3. септембар 2007.
Недељу дана након Бушове посете, 10. септембра, генерал Дејвид Петреус, командант Мултинационалних снага у Ираку и амерички амбасадор у Ираку Рајан Крокер поднели су Конгресу извештај о стању у Ираку. Генерал Петреус је посебно истакао провинцију Анбар као област у којој је дошло до највећег побољшања стања, називајући устанке племена „најзначајнијим развојем у протеклих осам месеци”. Он је споменуо драматично побољшање безбедности, наводећи да је број непријатељских напада пао са 1.350 у октобру 2006. на приближно 200 у августу 2007. Амбасадор Крокер је у свом сведочењу пред Конгресом говорио о Анбару, пажљиво приписујући победу чињеници да је АК „претерала” и да је племенски устанак углавном био усмерен против „прекомерних злочина” АК. Такође је споменуо да је ирачка влада регрутовала 21.000 Анбараца. Петреус и Крокер су укупно 24 пута поменули провинцију Анбар у својим сведочењима.
Три дана касније, 13. септембра, шеик Сатар и још три особе убијени су бомбом подметнутом у близини шеикове куће у Рамадију. AК је преузела одговорност за напад; двадесет особа је ухапшено у вези са убиством, укључујући и самог начелника шеиковог обезбеђења. Око 1.500 људи присуствовало је шеиковој сахрани, укључујући високе ирачке и америчке званичнике. Руководство Савета за спас Анбара прешло је у руке шеиковог брата, шеика Ахмеда Абу Ришу. Током децембра, заменик вође Ал Каиде Ајман ал-Завахири објавио је интервју у коме је негирао да племена из провинције Анбар подржавају америчке снаге, назвао их је „племенитим и часним” и описао је Покрет буђење као „шљам”.

## 2008—2011.

### Транзиција
Ми не поричемо тешко са којима се сада суочавамо … Американци нас нису поразили, али окретање Сунита против нас нам је нанело велике губитке и довело до тога да болно патимо.

— вођа Ал Каиде Ал-Камрах
Почевши од фебруара 2008. године, америчке снаге су почеле да враћају политичку и војну контролу над Анбаром Ирачанима. Четрнаестог фебруара, 1. батаљон 7. маринаца повукао се из Хита. Два дана касније, америчке и ирачке снаге су извеле заједничку хеликоптерску операцију са циљем да покажу способност ирачких безбедносних снага. Крајем марта, обе дивизије ирачке војске у провинцију Анбар, 1. и 7. дивизија, послате су на југ како би узеле учешћа у Бици за Басру. Њихово учешће помогло је владиним снагама да однесу победу и показало је да је дошло до значајног унапређења у деловању ирачке војске. Двадесет и шесто. марта 2008, Б ескадрон британског SAS-а, као део Оперативне групе Најт, позван је да изведе јутарњи напад на кућу у којој је терориста склапао бомбе. Након неуспелих покушаја да га позову да се преда, јуришали су на кућу, узвраћено им је жестоким пуцањем. Четворо војника је рањено, док се у ватреном окршају придружио и један терориста из друге зграде. Уз подршку хеликоптера, наставили су операцију и потерали мете у другу кућу, где су терористи користили цивиле као таоце, који су тада случајно убијени заједно са терористима. Један припадник SAS-а је погинуо током трајања акције.
Почетком јануара, вођа Ал Каиде у Ираку Ајуб ал-Масри, наредио је својим борцима у Анбару да се „никако не врше масовна неселективна убиства” и да „поново усмере нападе на америчке трупе, суните који блиско сарађују са америчким снагама и на ирачку инфраструктуру. Ал Каида је такође наредила борцима да избегавају нападе на сунитске племенске припаднике и чак су понудили амнестију племенским вођама. Деветнаестог априла, ал-Масри је позвао на једномесечну офанзиву против америчких и ирачких снага. У Анбару је та офанзива можда започела четири дана раније, 15. априла, када је 18 људи (укључујући пет ирачких полицајаца) убијено у два самоубилачка бомбашка напада у близини Рамадија. Два маринца су отворила ватру на возача, али је он активирао експлозив пре удара, убивши стражаре и ранивши 26 Ирачана. Обојица маринаца су постхумно одликована Морнаричким крстом. Група устаника је осмог маја прешла сиријску границу код Ал Каима и убила 11 ирачких полицајаца и војних официра. . Истог дана, четири маринца су погинула у експлозији поред пута у Лахибу, селу источно од Карме. Шеснаестог маја, бомбаш-самоубица у аутомобилу је напао полицијску станицу у Фалуџи, убивши четворо и ранивши деветоро људи.

### Опадање
Последња велика војна акција у провинцији Ал Анбар била је 26. октобра 2008. године, када је група специјалних јединица војске извела напад на територију Сирије како би ликвидирала Абу Гадију, вођу мреже бораца из иностранства који су пролазили кроз Сирију. Анбар је наставио да има значајну улогу у процесу побуне у Ираку. Истог месеца, Ал Каида у Ираку је објавила формирање Исламске државе Ирака, кровне организације којом је руководио Абу Омар ал-Багдади, свештеник из Анбара. Након што су Ал-Багдади и Ал-Масри убијени у Тикриту у априлу 2010. године, САД су веровале да је нови вођа Ал Каиде у Ираку односно Исламске државе постао Абу Дуа ал-Бадри, бивши емир Раве, који је био ожењен женом из Фалуџе.
Крајем 2008. године, америчке снаге убрзале су своје повлачење из ирачких градова, препуштајући одговорност за безбедност домаћим снагама. Маринци су се повукли из Фалуџе и бране Хадита у новембру и децембру. Брендон Лара, припадник 3. батаљона 4. маринаца, био је последњи амерички војник погинуо у Анбару, 19. јула 2009. Почетком августа, јединица маринаца која је деловала у Анбару лоцирала је и извукла тело капетана морнарице Скота Спејчера, који је нестао у акцији током Заливског рата 1991. године. До 6. октобра 2009, последња два пука маринаца напустила су Анбар, чиме је окончано присуство америчких војника на терену. Стручњаци и многи Ирачани били су забринути да би Ал Каида могла да се поново покуша да масовним нападима дестабилизује земљу. Број самоубилачких напада нагло је порастао; Ал Каида је до новембра 2009. реконсолидовала своје снаге и покренули су координисану кампању са циљем обарања владе.

Када напустите Рамади, или читав Анбар, какво ће бити ваше наслеђе? Потпуно уништење. Људи ће рећи да сте само дошли, уништили и отишли.

— ирачки професор на Универзитету у Анбару, фебруар 2009.
Након повлачења америчких трупа из ирачких градова 30. јуна, уследила је серија бомбашких напада аутомобилима у Рамадију, Хадити и Ал Каиму. Током последњих месеци те године, додатни напади, углавном атентати, догађали су се у околини Фалуџе и Абу Граиба. У октобру су двоструке експлозије убиле 26 особа и раниле 65 људи на састанку у Рамадију. У децембру је координисани двоструки самоубилачки напад испред владиног комплекса у Рамадију убио 25 људи и тешко ранио гувернера Касима ал-Фахдавија, који је остао без руке.
Насиље се наставило до последњих месеци 2011. године. У септембру је аутобус са шиитским ходочасницима из суседне провинције Карбала заустављен у близини Рамадија. Двадесет и двоје путника је стрељано, што је изазвало претње из провинције Карбала да ће анектирати јужне делове Анбара, укључујући град Нухаиб. У новембру је провинцијски савет Анбара најавио да разматра могућност оснивања полу-аутономне регије са другим провинцијама Ирака где су сунити већина.
Како су се Американци повлачили, многи Ирачани и Американци су доводили у питање способност ирачких безбедносних снага, посебно полиције, да заштите провинцију. Други су били скептични у погледу тога да ли ће Иран преузети доминацију над Ираком и да ли ће ирачка влада моћи да обезбеди сигурност. Један љути Ирачанин је описао америчко наслеђе у провинцији као потпуно уништење… ви сте само дошли, уништили и отишли. Коментаришући америчко повлачење, један новинар из Фалуџе предвиђао је да ће влада Ирака наставити да има проблеме у провинцији Анбар: Анбар је био место где је нестабилност у Ираку отпочела. Био је простор где се поново стабилизовало. И биће место где нестабилност може поново да се појави.

### Повлачење
Америчка војска у провинцији Ал Анбар је прошла кроз серију реорганизација крајем 2009. и почетком 2010. године. Последње неамеричке стране снаге напустиле су Ирак 31. јула 2009. године, а Мултинационалне снаге – Запад постале су Америчке снаге – Запад. Двадесет и трећег јануара 2010. маринци су званично напустили и саму провинцију Анбар и Ирак, пребацујући америчке војне обавезе на 1. оклопну дивизију америчке војске. Војска је потом спојила Дивизију Сједињених Америчких Држава – Запад са Дивизијом Сједињених Америчких Држава – Багдад, стварајући Дивизију Сједињених Америчких Држава – Центар, која је саветовала ирачке снаге у Анбару и Багдаду. У децембру 2010. године, 25. пешадијска дивизија преузела је одговорност за провинцију Анбар. САД су 7. децембра на команду ирачкој влади предале своју последњу базу у Анбару, Ал Асад. Недељу дана касније, стотине грађана Фалуџе прославиле су повлачење снага САД паљењем америчких застава у граду.

## Кршење људских права
Било је цивилних жртава. Мислим, било да је то резултат наших акција или других акција, знате, откријете 20 тела, пререзаних гркљана, 20 тела, одрубљених глава, 20 тела овде, 20 тела тамо.

— амерички официр о злостављањима људских права у Анбару, крајем 2005.
Обе сукобљене стране су кршиле људска права у провинцији Анбар, што се често односило на цивиле који су били ухваћени у унакрсној ватри. До краја 2005. године, кршења људских права су постала толико уобичајена да је један амерички официр нехајно говорио о „откривању… 20 тела овде, 20 тела тамо“, док је командант мултинационалних снага у западном Ираку (MNF-W) ова убиства описао као „a cost of doing business”." Током операције Steel Curtain, устаници су насилно упадали у куће цивила и држали их као таоце док су се борили са америчким снагама, које су често уништавале такве куће. Једна сунитска ирачка породица описала је како је 2006. године побегла од насиља у Багдаду у град Хит. Током свог једногодишњег боравка у Хиту, сведочили су како су борци Ал Каиде киднаповали човека само зато што им је дрско одговорио. Касније су његово тело оставили пред прагом његовог дома. Породица је такође гледала како америчка патрола наилази на мину испред њихове куће и страховали су да би их Американци могли побити из освете. Један ирачки шеик испричао је како су га Американци грешком упуцали, ухапсили и бацили у затвор Абу Граиб, где је био мучен. Након пуштања на слободу, постао је мета устаника у Фалуџи, који су посумњали да је амерички шпијун.

### САД и савезници
Што се тиче америчких снага, кршења људских права су обично укључивала или несразмерну употребу ватрене моћи или случајеве у којима војници врше вансудске егзекуције (као што је било у Хадити). Многе оптужбе за кршење људских права против Сједињених Америчких Држава односиле су се на догађања током Прве и Друге битке Фалуџу. Након напада, америчка војска је признала да је употребила артиљеријске пројектиле са белим фосфором, чија употреба у цивилним подручјима забрањена према Конвенцији Уједињених нација о одређеним конвенционалним оружјима. Неколико маринаца из 3. батаљона 1. маринаца касније су оптужени (али нису осуђени) за егзекуцију ирачких заробљеника. Неки британски саветници су такође жалили што маринци нису водили рачуна о цивилним жртвама и што су користили муницију која садржи обогаћени уранијум, што је узроковало дефекте на новорођенчади, неколико година након окончања битки.
Америчке снаге су такође убијале цивиле ваздушним бомбардовањем. Између 2003. и 2007. године, 1.700 Ирачана је убијено је ваздушним нападима у провинцији Анбар. Дана 19. маја 2004. године, 42 цивила је убијено у близини Ал Каима када су амерички авиони грешком бомбардовали свадбено весеље. У новембру 2004. године, 59 цивила је убијено када су САД бомбардовале Централни здравствени центар у Фалуџи. У новембру 2006. године, амерички ваздушни напад у Рамадију убио је 30 цивила. Неке оптужбе, попут навода о наводном бомбардовању џамије у Фалуџи у априлу 2004. године, када је наводно убијено 40 људи, касније су доказани као преувеличани или нетачни.
Непознат број Ирачана у Анбару такође је убијен током инцидената „ескалације силе” (EOF), у којима су америчке трупе имале дозволу да пуцају на ирачка возила и особе које су изгледале сумњиво, у складу са својим правилима службе. Ови инциденти су се обично дешавали како на контролним пунктовима, као и у близини коалиционих конвоја на путевима. Један официр је препричао два одвојена инцидента у Рамадију; ирачке породице у аутомобилима биле су нападнуте јер нису стале на контролном пункту: у једном инциденту муж је убијен; у другом, супруга је погинула, а дечак је тешко рањен.
Остала кршења укључивала су злостављање затвореника. Меморандум из августа 2003. године о испитивању притвореника подстакао је једног војника из 3. оклопне коњичке пуковније у Анбару да одговори да „рукавице морају пасти”. У новембру 2003. године, бивши ирачки генерал Абед Хамед Мовхуш преминуо је у притворском објекту у близини Ал Каима након што су га војни истражитељи америчке војске угурали у врећу за спавање и насмрт претукли. Године 2005, неколико припадника 82. ваздушно-десантне дивизије описало је како су 2003. године тукли и злостављали затворенике у кампу Меркури, оперативној бази у близини Фалуџе. Ирачке снаге безбедности такође су починиле злочине. Године 2007, један марински командант у близини Тартарског језера открио је неколико случајева силовања цивила, које су вршили ирачки војници, каои и случајеве мучења затвореника, за шта су били одговорни поједини припадници ирачке полиције.

Коначно, иако се не ради о директном злостављању, међу неким Ирачанима постојао је утисак да Американци не маре за њих. Један од истакнутих верских вођа у Анбару се пожалио:
Ако би америчка патрола била на аутопуту и видела мртвог човека, једноставно би га оставили тамо. И то је заиста почело да ствара мржњу према америчким војницима, јер их није било брига шта се дешава са Ирачанима. Чак и ако би били убијени тачно испред њих, они не би интервенисали. … Када су терористи 2005. године напали џамију… америчке снаге су биле удаљене 200 метара… и нису се умешали.

### Устаници
Различите устаничке групе редовно су извршавале егзекуције и мучиле осумњичене сараднике западњака међу Ирачанима. Такође су мучили и убијали заробљене западњаке, као и Ирачане које су сматрале недовољно религиозним. Један ирачки хришћанин испричао је Human Rights Watch како су га устаници зауставили у Анбару и наредили му да се преобрати на ислам или ће бити погубљен. Други ирачки шиит је испричао како су устаници из других арапских земаља протерали многе Курде и шиите из градова и да су убијали шиите. Након Друге битке за Фалуџу, америчке снаге су откриле мучилишта и камере за егзекуције које је користила Ал Каида, а које су коришћене на Ирачанима који су били осумњичени за сарадњу са западњацима или ирачком владом. У неким од места за мучење су биле остављене жртве. Неке егзекуције, попут егзекуција Николаса Берга и Кима Сун-ила, забележене су камером. Поједини становници Фалуџе су изјавили да је Ал Каида током битке пуцала на свакога ко је покушао да напусти град.
У Хадити, након што су се маринци повукли како би се прикључили борбама у Фалуџи, устаници су „окупили десетине локалних полицајаца и јавно их погубили на фудбалском стадиону”. Када су маринци по други пут повучени касније 2004. године, догодили су се слични масакри локалних полицајаца. Устаници су спроводили строге исламске законе, као што су ломљење прстију пушачима, бичевање оних који су пили алкохол и забрана продавницама да продају слике жена. Једна Ирачанка из Рамадија испричала је да је Ал-Каида забранила женама да возе или да саме ходају. Припадници Ал Каиде у Ираку такође су злостављали мештанке, што је изазвало противљење појединих племена. Жене, претварајући се да су кројачице, регрутоване су да извиђају куће и пријављују присуство ирачке полиције. Ако нису успевале да пронађу полицајце, убијале би њихове блиске рођаке. Такође су убили безброј Ирачана: доктора, мулаха, факултетски образованих, па чак и жена и деце – свакога за кога су сумњали да је на неки начин повезан са Американцима Током 2007. године амерички маринци су у близини језера Тартар пронашли неколико масовних гробница у којима је било више од 100 жртава.

### Последице
Према шеику Ахмеду Абу Риши, многи Ирачани су постали разочарани у Aл Каиду али су истовремено оклевали да узму оружје и запуцају на припаднике Ал Каиде јер су се бојали. Шеих Ахмед је рекао да је највећа примедба на рачун Ал Каиде у Ираку била та што нису успели да створе одређени степен нормалности као и да људи који носе маске… не могу да граде земљу. Други шеици су сматрали да је велики број убистава и киднаповања које су вршили припадници АК био подстицај за племенски устанак. Вођа АК Абу Хамза ал-Мухажир, практично је признао да је ово тачно 2008. године када је наредио борцима у Анбару да избегавају повређивање сунита који нису блиско сарађивали са коалиционим снагама и да не мешају у друштвена питања. Међутим, Дејвид Килкулен је тврдио да сама злостављања можда нису била главни проблем, већ су главни проблеми били то што је Ал Каида прекинула уносне послове шверца, потом то што је постојало веровање да је АК повезана са Ираном и проблем је представљало понашање припадника АК које није интересовало мишљење или осећање других људи. Додао је да већ је постојала перцепција да је АК добила оно што јој је намењено.
На простору САД, инциденти попут злостављања затвореника и убистава у Хадити постали су ударне вести, али са друге стране, многе смрти Ирачана које су проузроковале америчке или ирачке снаге безбедности остале су непознате америчкој јавности и ван медија. Док је америчка војска тврдила да одговорност за „огромну већину“ смрти Ирачана сносе други Ирачани, инциденти попут Фалуџе и Хадите довели су до тога да многи Ирачани развију огорченост спрам Американаца. То је касније довело до ирачког негодовања 2011. године, када су Сједињене Америчке Државе безуспешно покушале да преговарају о дугорочном присуству у Ираку, које би омогућило имунитет америчком војном особљу. Ирачане је додатно разбеснело оно што су сматрали „пародијом правде“ због недостатка осуда америчког војног особља.